# Honda Motor Football Club 1990-1991
Questa voce raccoglie le informazioni riguardanti il Honda Motor Football Club nelle competizioni ufficiali della stagione 1990-1991.

## Stagione
Dopo aver iniziato la stagione giungendo sino alle semifinali di coppa di Lega (dalla quale, nonostante l'eliminazione, uscì imbattuta vedendosi negare l'accesso in finale ai rigori), nel corso del campionato l'Honda Motor, nonostante una rosa composta interamente da giocatori dilettanti, fu in grado di competere con lo Yomiuri nella lotta al titolo nazionale, risultando fuori dai giochi con due giornate di anticipo. A metà stagione la squadra disputò la Coppa dell'Imperatore dove, dopo aver eliminato a fatica Fujitsu e Mitsubishi Motors, giunse sino alle semifinali dove fu estromesso dai futuri vincitori del Matsushita Electric.

## Maglie e sponsor
Le divise, prodotte dall'Adidas, recano sulla parte anteriore della maglia l'iscrizione Honda.
| Manica sinistra · Maglietta · Manica destra · Pantaloncini · Calzettoni | Manica sinistra · Maglietta · Manica destra · Pantaloncini · Calzettoni |  |

## Rosa
| N. |                     | Ruolo | Calciatore         |
| -- | ------------------- | ----- | ------------------ |
| 1  | Giappone (bandiera) | P     | Nobuhiro Takeda    |
| 2  | Giappone (bandiera) | D     | Seiichi Negishi    |
| 3  | Giappone (bandiera) | D     | Tetsuji Nakamikawa |
| 4  | Giappone (bandiera) | D     | Yasuharu Kurata    |
| 6  | Giappone (bandiera) | C     | Toshinori Yato     |
| 7  | Giappone (bandiera) | A     | Yasuto Honda       |
| 8  | Giappone (bandiera) | D     | Toshinobu Katsuya  |
| 9  | Giappone (bandiera) | C     | Shigemitsu Egawa   |
| 10 | Giappone (bandiera) | A     | Takashi Sekizuka   |
| 11 | Giappone (bandiera) | A     | Masanao Sasaki     |
| 12 | Giappone (bandiera) | A     | Shigeru Ando       |
| 13 | Giappone (bandiera) | C     | Tsuyoshi Kitazawa  |
| 14 | Giappone (bandiera) | C     | Naruyuki Naitō     |
| 16 | Giappone (bandiera) | D     | Makoto Hirata      |

| N. |                     | Ruolo | Calciatore         |
| -- | ------------------- | ----- | ------------------ |
| 17 | Giappone (bandiera) | A     | Hisashi Kurosaki   |
| 21 | Brasile (bandiera)  | P     | Abelha             |
| 22 | Brasile (bandiera)  | C     | Messias            |
| 23 | Brasile (bandiera)  | C     | Roberto            |
| 24 | Giappone (bandiera) | D     | Kō Ishikawa        |
| 26 | Giappone (bandiera) | A     | Yoshiyuki Hasegawa |
|    | Giappone (bandiera) | C     | Kunio Kitamura     |
|    | Giappone (bandiera) | D     | Kazuhisa Irii      |
|    | Giappone (bandiera) |       | Koji Hashiyatani   |
|    | Giappone (bandiera) |       | Shunsuke Ishizu    |
|    | Giappone (bandiera) |       | Kenji Tsuno        |
|    | Giappone (bandiera) |       | Takahiro Watanabe  |
|    | Giappone (bandiera) |       | Tsutomu Watanabe   |

## Statistiche

### Statistiche di squadra
| Competizione          | Punti | Totale | Totale | Totale | Totale | Totale | Totale | DR  |
| Competizione          | Punti | G      | V      | N      | P      | Gf     | Gs     | DR  |
| --------------------- | ----- | ------ | ------ | ------ | ------ | ------ | ------ | --- |
| JSL Division 1        | 38    | 22     | 10     | 8      | 4      | 29     | 21     | +8  |
| JSL Cup               | -     | 4      | 3      | 1      | 0      | 7      | 3      | +4  |
| Coppa dell'Imperatore | -     | 4      | 2      | 1      | 1      | 5      | 4      | +1  |
| Totale                | -     | 30     | 14     | 10     | 5      | 41     | 28     | +13 |